# Давтян, Артур Ваграмович
Арту́р Вагра́мович Давтя́н (арм. Արթուր Դավթյան; род. 8 августа 1992, Ереван) — армянский гимнаст, двукратный чемпион Европы (2021, 2023), чемпион Европейских игр (2019), чемпион мира (2022), призёр Олимпийских игр (2020, 2024). Заслуженный мастер спорта Армении (2021). В честь Давтяна назван новый элемент в спортивной гимнастике.

## Биография
Артур Давтян родился 8 августа 1992 года в Ереване. Начал заниматься гимнастикой в возрасте 7 лет в спортивной школе имени Альберта Азаряна. С 2008 года является членом сборной Армении.

## Карьера

### Юношеская
В 2009 году на юношеском Олимпийском фестивале в Тампере, Давтян вместе с Ваганом Варданяном и Артуром Товмасяном в составе сборной Армении, в общекомандном зачёте занял 6-е место среди 23 команд. В индивидуальном зачёте, там же, он занял 6-е место в многоборье, в опорном прыжке был 7-м, на брусьях 6-м, а в упражнениях на кольцах довольствовался 9-м местом. Спустя год на юношеском чемпионате Европы в Бирмингеме, Давтян с результатом 15.462 стал чемпионом в опорном прыжке. Помимо этого, с результатом 13.975 он занял 4-е место в упражнениях на кольцах, 9-е место на брусьях, и 7-е в упражнениях на коне. В том же году, в Ереване, принял участие турнире, посвящённом памяти Гранта Шагиняна, где в многоборье занял первое место.

### Взрослая
Дебют Артура Давтяна на взрослых соревнованиях состоялся в 2011 году в Берлине на индивидуальном чемпионате Европы, на котором он участвовал во всех дисциплинах. Чемпионат для армянского спортсмена сложился неудачно. Будучи самым молодым участником многоборья, Давтян занял 20 место. В других дисциплинах Давтян не смог преодолеть квалификационный барьер, его лучшим результатом стало 14-е место в опорном прыжке.
В январе 2012 года Артур Давтян принял участие в международном квалификационном турнире, проходившем в Лондоне. В опорном прыжке, показав лучший результат из дисциплин, в которых он участвовал, Давтян набрал 15.450 очка и занял 6-е место. В многоборье с 84,200 очками он финишировал 12-м. По результатам турнира армянский атлет получил путевку на Олимпийские игры 2012 года.
В марте 2012 года на третьем этапе Кубка мира в Дохе Артур Давтян с результатом 15.725 стал вторым в опорном прыжке и с результатом 14.575 четвёртым в упражнениях на коне.
В том же году армянский спортсмен вновь принял участие в чемпионате Европы, проходившем в Монпелье, где в многоборье (упражнения на шести снарядах) занял пятое место.  На Олимпиаде в Лондоне выступил неудачно. Давтян, травмировав ногу,  занял в квалификации 36-е место и не смог отобраться в финальный этап.
На Кубке мира по спортивной гимнастике, проходившем в Дохе в 2013 году с 24 по 31 марта, Артур Давтян в опорном прыжке удачно выполнив сложное упражнение занял третью ступень пьедестала. В 2013 году на прошедшем в Москве чемпионате Европы в многоборье был 8-м. Там же, в состязании в опорном прыжке стал бронзовым призёром, уступив второму месту 0.021 очка.
В 2015 году на чемпионате Европы в Монпелье был близок к завоеванию наград и в многоборье и в опорном прыжке, но в обеих дисциплинах остался четвёртым.
В 2016 году на чемпионате Европы в Берне завоевал серебряную медаль в опорном прыжке. В том же году ему удалось отобраться на Олимпийские игры в Рио-де-Жанейро, где в квалификационных соревнованиях в опорном прыжке он показал 11 результат, который не позволил ему пройти в финал.
Весной 2021 года на Чемпионате Европы по спортивной гимнастике в швейцарском Базеле стал победителем в упражнении на коне. На Олимпиаде 2020, которая проходила в Токио с 23 июля по 8 августа, завоевал бронзовую медаль в соревнованиях в опорном прыжке.
В августе 2022 года занял второе место на чемпионате Европы в Мюнхене. В ноябре того же года Артур Давтян стал первым в истории независимой Армении чемпионом мира по спортивной гимнастике – на турнире в Ливерпуле он завоевал золотую медаль в опорном прыжке. За эту победу был награждён президентом Армении медалью «За заслуги перед Отечеством» I степени.

## Спортивные достижения
| Год  | Турнир                     | Место проведения | Вид программы  | Место | Очки   | Место (квалиф.) | Очки (квалиф.) |
| ---- | -------------------------- | ---------------- | -------------- | ----- | ------ | --------------- | -------------- |
| 2010 | Юношеский чемпионат Европы | Бирмингем        | опорный прыжок | 1     | 15.462 | 1               | 15.537         |
| 2012 | Международный турнир       | Лондон           | опорный прыжок | 6     | 15.450 | 7               | 15.616         |
| 2012 | Международный турнир       | Лондон           | многоборье     | 12    | 84,200 |                 |                |
| 2012 | 3-й этап Кубка мира        | Доха             | опорный прыжок | 2     | 15.725 |                 |                |
| 2012 | 3-й этап Кубка мира        | Доха             | конь           | 4     | 14.575 |                 |                |
| 2012 | Чемпионат Европы           | Монпелье         | многоборье     | 5     | 83.990 |                 |                |
| 2012 | Олимпийские игры           | Лондон           | многоборье     | —     | —      | 36              | 82.865         |
| 2013 | Этап Кубка мира            | Доха             | опорный прыжок | 3     |        |                 |                |
| 2013 | Чемпионат Европы           | Москва           | многоборье     | 8     | 85.032 | 14              | 83.186         |
| 2013 | Чемпионат Европы           | Москва           | опорный прыжок | 3     | 14.866 | 7               | 14.766         |
| 2015 | Чемпионат Европы           | Монпелье         | многоборье     | 4     | 86.364 | 4               | 86.498         |
| 2015 | Чемпионат Европы           | Монпелье         | опорный прыжок | 4     | 14.783 | 3               | 14.999         |
| 2016 | Чемпионат Европы           | Берн             | многоборье     | —     | —      | 33              | 71.107         |
| 2016 | Чемпионат Европы           | Берн             | опорный прыжок | 2     | 15.316 | 3               | 15.183         |
| 2016 | Олимпийские игры           | Рио-де-Жанейро   | опорный прыжок | —     | —      | 11              | 14.566         |
| 2017 | Чемпионат мира             | Монреаль         | многоборье     | 13    | 82.332 | 15              | 81.364         |
| 2021 | Олимпийские игры           | Токио            | опорный прыжок | 3     | 14.733 | 1               | 14.866         |